# Hubert Le Blon
Hubert Le Blon (21 de marzo de 1874 – 2 de abril de 1910) fue un automovilista y aviador pionero francés. Condujo un Gardner-Serpollet a vapor  a principios de los años 1900, y luego cambió a Hotchkiss para el primer Gran Premio del mundo en Le Mans, Francia y la inauguración de la Targa Florio en Sicilia. En las carreras de la Copa Vanderbilt en Long Island compitió por los EE. UU. al volante de un Thomas.
A las pocas semanas de establecer un nuevo récord de velocidad de aviación en Egipto, murió durante un vuelo de exhibición en San Sebastián, España. Su primer diseño de avión, el «monoplano Humber (tipo Le Blon)», fue exhibido en la Olympia Aero Exhibition en 1910.

## Biografía
Hubert le Blon nació en Boulogne-Billancourt, París, (o posiblemente Liancourt, Oise) el 21 de marzo de 1874.
Su esposa, Madame Motann Le Blon, compartió su pasión por el automovilismo, acompañándole habitualmente como mecánica de ruta en sus carreras, y observándole durante sus proezas aéreas. En unas declaraciones publicadas en 1903 se explica: "Madame Le Blon de París, ha acompañado a su marido en la mayoría de sus carreras de récord. [Ella] ... ha participado con el nuevo Serpollet para preparar las carreras de Niza de la próxima primavera, y espera viajar a noventa millas por hora sobre eso [sic]."
Le Blon Frères de Boulogne-Billancourt, París, fabricaron las voiturettes «Le Blon» y «Lynx» desde 1898 hasta posiblemente 1900.

## Carrera deportiva

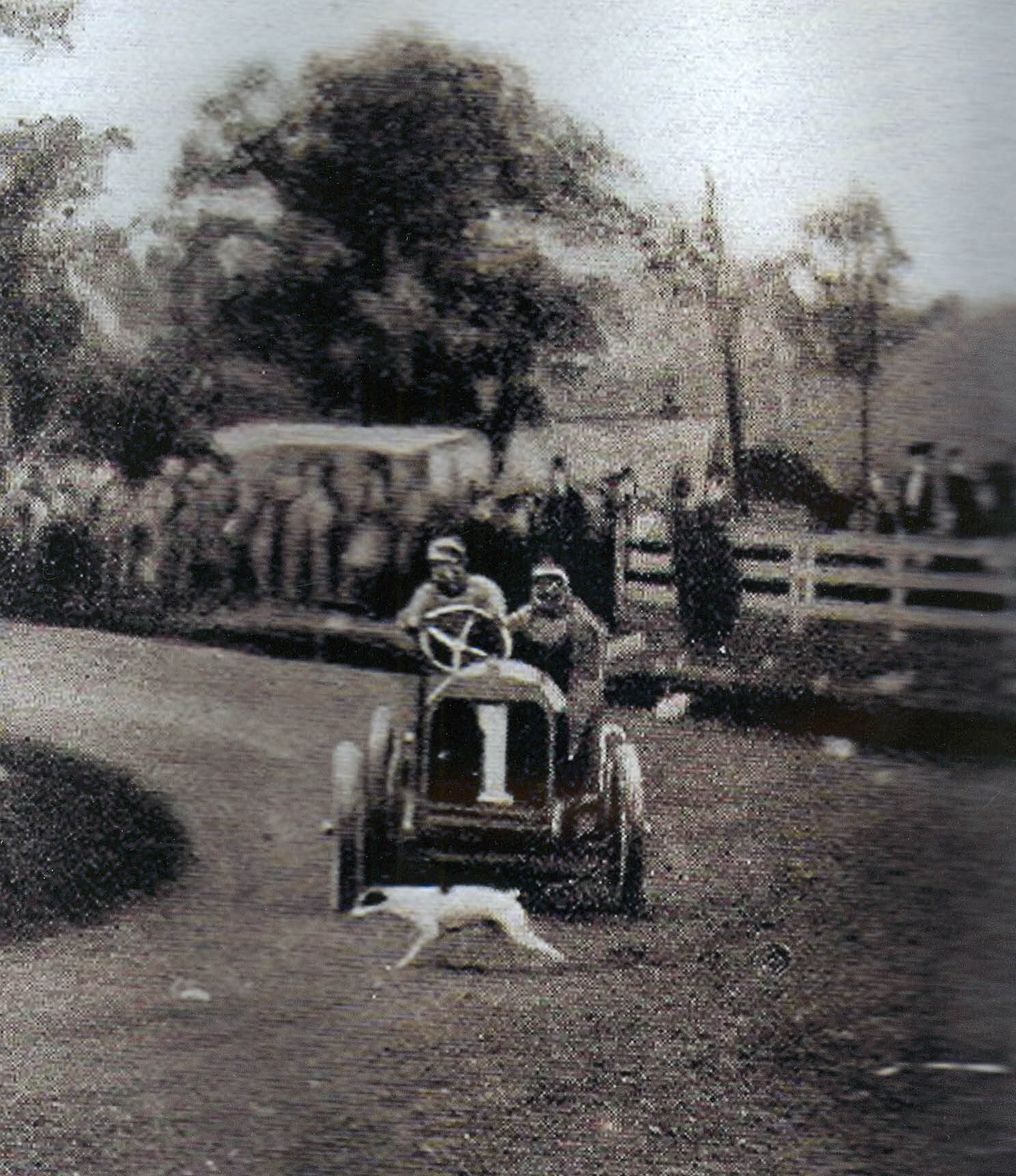
Disputando la Copa Vanderbilt 1906 en Long Island. Hubert Le Blon sobrevirando su Thomas, el primer coche en salir, se encuentra con un perro.

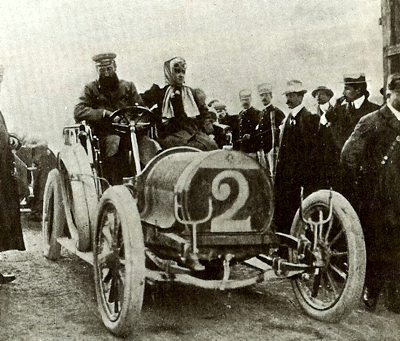
Hubert y Mme Le Blon en 1906 en la Targa Florio conduciendo un Hotchkiss 35 hp.

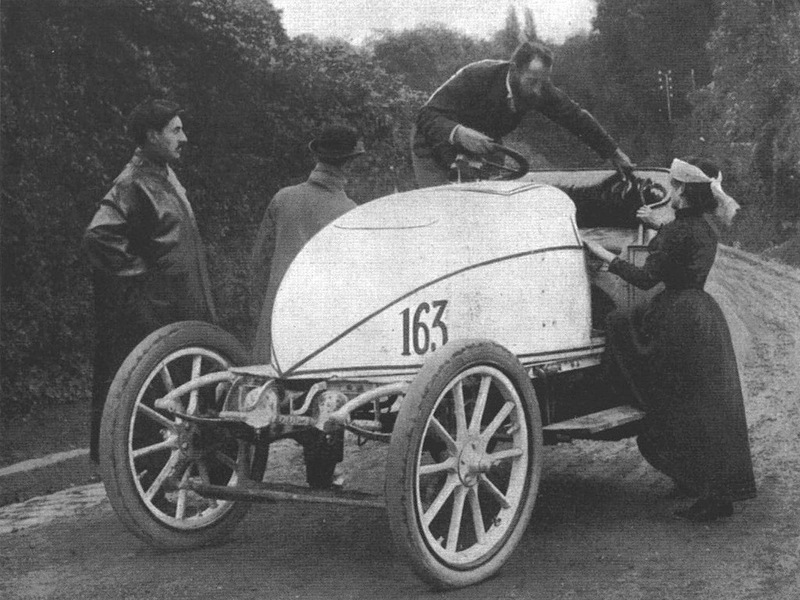
Hubert y Mme Le Blon con su Serpollet "Oeuf de Pâques" (Huevo de Pascua, en español) en la subida a la colina de Gaillon en 1902.

Le Blon corrió en un Gardner-Serpollet a vapor y estableció varios récords de velocidad en un periodo de cinco años. Algunas fuentes informan que en 1901 condujo este automóvil a vapor al séptimo puesto en la carrera París-Berlín (posiblemente debido a una afirmación errónea en su necrológica en el The New York Times, dado que otros periódicos contemporáneos no muestran ninguna mención a este resultado).
En el Gran Premio de París de 1902 (o París-Arrás-París) acabó decimotercero en el mismo Gardner-Serpollet a vapor.
En la carrera París-Madrid de 1903 quedó clasificado decimoséptimo en su Serpollet (después de 6 horas, 44 minutos y 15 segundos) cuando la policía detuvo la carrera en Burdeos debido a la cantidad de víctimas mortales. Esta carrera es a veces conocida como el VIII Grand Prix de l'A.C.F.
En 1904 quedó quinto en el Circuito de las Ardenas celebrado en el circuito de Bastogne, al volante de un Hotchkiss. También participó en las pruebas de velocidad de Arrás en un Serpollet a vapor.
En 1905 fue contratado para competir con los coches franceses Hotchkiss y Panhard, y en varias carreras su esposa actuó como su mecánico de ruta.
En 1906 condujo un Hotchkiss en el primer Gran Premio del mundo en Le Mans en Francia y en la inauguración de Targa Florio en Sicilia.
En 1906 fue seleccionado por la Thomas Motor Company para competir como aficionado sin paga en la American Elimination Trial para la Copa Vanderbilt, habiendo sido empleado de la sucursal francesa de E. R. Thomas Motor Co. Obtuvo el segundo lugar  en la calificación para el equipo automovilístico estadounidense, pero solo completó nueve vueltas. Su mecánico de ruta fue Marius Amiel.
En 1907 condujo un De Luca-Daimler en la segunda Targa Florio, acabando vigésimo, 1 hora y 13 minutos después del ganador Felice Nazzaro. El 2 de julio resultó gravemente herido cuando se estrelló con su Panhard en la cuarta vuelta del Grand Prix de l'Club de Automovile de France en Dieppe. Esto lo obligó a guardar un largo periodo de convalecencia.

## Aviación

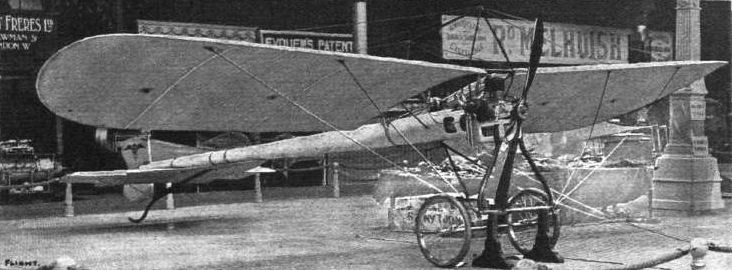
Monoplano Humber (tipo Le Blon) - diseñado por Hubert Le Blon. Exhibido en la Olympia Aero Exposition de 1910.

En 1909, como muchos otros corredores de la época, Le Blon quedó fascinado por la novedosa aviación. Se matriculó en la escuela de entrenamiento para pilotos del aviador pionero Léon Delagrange, aprendiendo a volar en un monoplano Blériot XI. Delagrange murió tres meses antes que Le Blon, en un accidente similar.

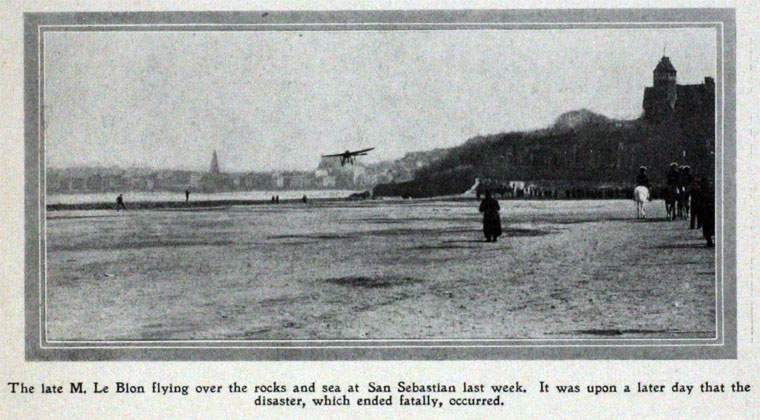
Hubert Le Blon volando en su Blériot XI en San Sebastián, España, marzo de 1910.

En 1909 Le Blon compitió en la reunión de aviación de Spa en septiembre–octubre antes de viajar a Doncaster, Inglaterra, a un evento similar donde fue "el primer aviador en despegar en la primera exhibición aérea de la historia de Inglaterra", que tuvo lugar en la sede de St. Leger Stakes. Rápidamente se convirtió en «tan conocido como Bleriot» por su hábil, osado y brioso vuelo, ganando la Copa Bradford por las diez vueltas más rápidas del concurso en su monoplano Blériot. Se hizo aún más querido por el público el 25 de octubre cuando, después de despegar con vientos fuertes fue lanzado hacia la multitud por una ráfaga muy fuerte, pero logró maniobrar para deslizarse sobre el gentío, detenerse y aterrizar en una zona libre de espectadores.
Su renombre como aviador aumentó cuando, en febrero de 1910, estableció un nuevo récord de cinco kilómetros en 4 minutos 2 segundos en su Blériot XI en la Reunión Aérea de Héliopolis cerca de El Cairo, Egipto.
Le Blon realizó un diseño de avión, el monoplano Humber (tipo Le Blon), que fue mostrado en la Aero Exhibition en Olympia, Londres en 1910. A pesar de que el proyecto mostró su ingenio creativo– planteaba ser conducido sentado a horcajadas como en un caballo– la muerte de Le Blon llevó a su terminación.

## Muerte

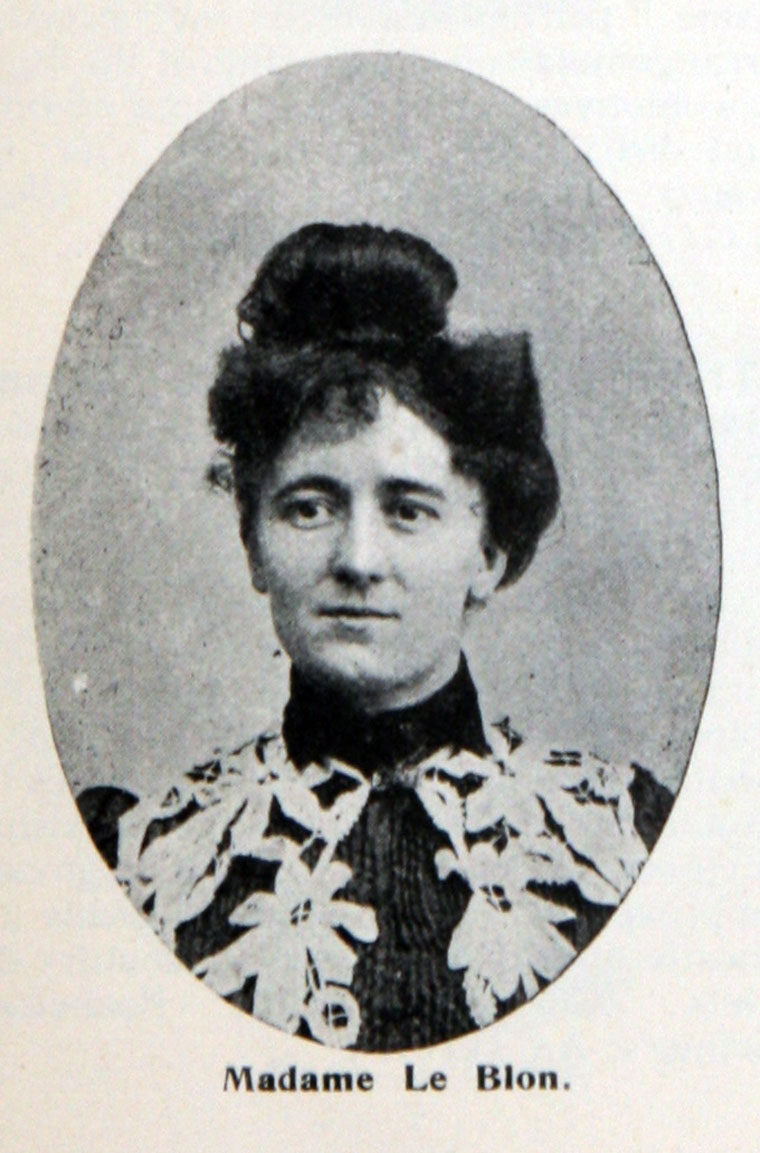
Madame Motan Le Blon - esposa y mecánica de Hubert Le Blon.

Le Blon se ahogó en un aterrizaje forzoso sobre el mar el 2 de abril de 1910 mientras volaba con tiempo tormentoso en la playa de Ondarreta, San Sebastián, España, donde realizaba vuelos de exhibición desde el 27 de marzo. Según los informes estaba dando vueltas alrededor del palacio Real de Miramar a unos 140 pies (42 metros) de altura cuando el motor Anzani falló, y mientras intentaba deslizarse para aterrizar, un cable "de sustentación del ala" se rompió, el avión volcó y cayó al mar del revés, o posiblemente colisionó con algunas rocas. Su mujer estaba entre la multitud que lo contemplaba.
El The New York Times encabezó la noticia así:

El aeronauta muere precipitado contra las rocas.

Le Blon, otrora famoso automovilista, daba vueltas sobre el Palacio Real español de San Sebastián.
Su esposa lo vio caer. 

El motor falló y la máquina se volvió tortuga [sic] mientras el francés intentaba deslizarse a tierra.

Según los documentos oficiales la causa de muerte fue «ahogamiento» aunque su cuerpo resultó herido en el impacto. La causa oficial del accidente fue atribuida a «fractura de uno de los cables de sustentación del ala al toparse con una ráfaga de viento».
Su muerte fue informada como la sexta persona en la historia en morir en un accidente de avión. Le fue otorgado el certificado oficial de aviador por el Aéro-Club de Francia en 1910.
En su funeral en San Sebastián las calles fueron bordeadas con tropas, las tiendas estuvieron cerradas, y miles de personas siguieron su ataúd hasta la estación de ferrocarril desde donde fue transportado a París.

## Otras fuentes
Citadas por Motorsport Memorial:
- Libro A History of Aeronautics by E. Charles Vivian, Book Jungle, 2009, ISBN 1438519257.
- Magazine "Progress" (Wellington, New Zealand), issue of 1 June 1910, article "Death of Le Blon", page 270, retrieved by website .
- Magazine Flight, issue of 9 April 1910, retrieved by website .
- Website The New York Times - Archive, issue 3 April 1910, article "AERONAUT IS DASHED TO DEATH ON ROCKS; Le Blon, Once *Famous Motorist, Was Circling Spanish Royal Palace at San Sebastian.", page .
- Website Fundación Aérea de la Comunidad Valenciana, Aircraft Recovering - Bleriot XI Project, page  (enlace roto disponible en Internet Archive; véase el historial, la primera versión y la última)..
- Website The GEL Motorsport Information Page by Darren Galpin, page  and page .
- Website [www.gdecarli.it ] by Guido de Carli, chapter "Results: Jimmy Piget's Archives - Killed (or deceased when active) drivers", compiled by Jimmy Piget, page http://www.gdecarli.it/Risultati/Piget/2005/7%20-%20killed.pdf.
- Website Mediatheque Ville Le Mans, page .
- Website Le Mans & Formula 2 Register by Stefan Örnerdal, page .

Citadas por Darren Galpin de Team Dan:
- Ian Morrison: Guinness Motor Racing - The Records
- Ian Morrison: Guinness Book of Formula One
- Nigel Mansell: My Autobiography, Collins Willow
- Peter Higham: The Guinness Guide To International Motor Racing
- Timothy Collings: Schumacher, Bloomsbury
- Steve Small: The Guinness Complete Grand Prix Who's Who, Volumes 1 and 2
- Alan Henry: The Turbo Years, Crowood
- Alan Henry: Damon Hill, On Top Of The World, PSL
- Mike Lang: Grand Prix! Vol 4, 1981–84, Haynes
- Doug Nye: History of the Grand Prix Car 1966-91, Hazleton
- Doug Nye: History of the Grand Prix Car 1945-65, Hazleton
- Doug Nye and Geoff Crammond: Classic Racing Cars, Haynes
- Paul Lawrence and Peter Stow: Castle Combe - The First 50 Years, TFM
- William Body: The History of Motor Racing, Book Club Associates
- Ivan Rendall: The Power and the Glory, BBC Books
- Paul Sheldon: A Record of Grand Prix and Voiturette Racing, vols 1, 5 and 6
- Janos Wimpffen: Time and Two Seats, Motorsport Research Group
- Autosport Magazine
- Motorsport Magazine